# اتحادیه جهانی علمای مسلمان
اتحادیه جهانی علمای مسلمان در سال ۲۰۰۴ میلادی توسط یوسف قرضاوی و عبدالله بن بیه از علمای اهل سنت، محمد واعظ‌زاده خراسانی از علمای اهل تشیع و احمد بن حمد بن سلیمان الخلیلی از علمای اباضیه تشکیل شده است.

دیدار دبیرکل اتحادیه جهانی علمای مسلمان با رئیس‌جمهور عراق

رئیس اتحادیه جهانی علمای مسلمان سالم سقاف جفري، و دبیر کل این اتحادیه محی الدین القره داغی می‌باشد.
اتحادیه جهانی عُلمای مسلمان، دفاع از قدس و مسجدالاقصی را به عنوان مسئولیتی اعتقادی برای مسلمانان برمی‌شمرد و بی‌تفاوتی نسبت به این مسئله را جنایتی علیه امت اسلام می‌نامد. این اتحادیه همچنین دوری جستن جوامع اسلامی از اختلاف نظر و حفظ صلح میان آنها را واجب می‌داند.
فتوای اتحادیه جهانی علمای مسلمان: جهاد علیه رژیم صهیونیستی واجب عینی است. تأمین نفت، گاز، مواد غذایی و هرگونه کالایی که در جنگ علیه غزه به کار رود حرام است. کسی که از روی محبت به رژیم صهیونیستی یا دشمنی با مقاومت اسلامی این کار را کند، مرتد محسوب می‌شود.

## دومین کنفرانس اتحادیه جهانی علمای مسلمان
دومین کنفرانس اتحادیه جهانی علمای مسلمان در روز چهارشنبه مورخه ۱ نوامبر ۲۰۱۷ با عنوان فلسطین بین وعده بلفور و وعده الهی در بیروت (پایتخت  لبنان) آغاز به کار کرد.
در افتتاحیه این کنفرانس دو روزه تعدادی از شخصیت‌های سیاسی و دینی جهان اسلام در هتل رامادا بیروت سخنرانی کردند.
این کنفرانس به نقش مقاومت در مقابله با اسرائیل و مبارزه با عادی سازی این رژیم پرداخت.

## بیانیه پایانی دومین کنفرانس اتحادیه جهانی علمای مسلمان
بیانیه پایانی کنفرانس اتحادیه جهانی علمای مسلمان به رسمیت شناختن اسرائیل را یک خیانت غیر قابل پذیرش برای همه مسلمانان دانست و تآکید کرد آرمان فلسطین یک اصل مرکزی و اساسی برای امت اسلامی است. این بیانیه تمام تلاش‌های معطوف به عادی سازی روابط با اسرائیل توسط برخی کشورهای عربی به ویژه عربستان سعودی را محکوم کرد.